# Kanton Montgeron
Kanton Montgeron je francouzský kanton v departementu Essonne v regionu Île-de-France. Vznikl 22. července 1967, svou dnešní rozlohu má od 7. ledna 1975.

## Složení kantonu
| Obec      | Počet obyvatel (2009) | PSČ   | INSEE       |
| --------- | --------------------- | ----- | ----------- |
| Montgeron | 22 859                | 91230 | 91 2 19 421 |